# 量子ロボット
量子ロボット (英: quantum robot) は、理論上の可動式量子ナノシステムである。これはナノテクノロジーを用いて製造することができると考えられている。これには量子コンピュータやそれを環境と作用させる特別な素子なども含まれる。量子ロボットは、環境の量子状態に変化を引き起こしたり、変化を計測したりすることができる。
量子ロボットのコンセプトはPaul Benioffによって1997–98年に示唆された。